# جورج هاريسون (لاعب كرة قدم)
جورج هاريسون (بالإنجليزية: George Harrison)‏ (18 يوليو 1892 في المملكة المتحدة - 12 مارس 1939) هو لاعب كرة قدم بريطاني (وحمل سابقاً جنسية المملكة المتحدة لبريطانيا العظمى وأيرلندا) في مركز الهجوم. شارك مع منتخب إنجلترا لكرة القدم. أما مع النوادي، فقد لعب مع نادي إيفرتون.

## وصلات خارجية
- جورج هاريسون على موقع قاعدة بيانات كرة القدم.إي يو (الإنجليزية)
- جورج هاريسون على موقع ناشيونال فوتبول تيمز (الإنجليزية)